# Mogoče so pa jabolka res zastonj
Mogoče so pa jabolka res zastonj drama Joke Žigona iz leta 1939. Delno objavljena v časopisu Obzorja.

## O drami
Snov je iz višjih kapitalističnih krogov, posamezna dejanja pa nosijo naslove: 1. dejanje: Zakon o vzroku in posledici; 2. dejanje: Zakon preddoločbe; 3. dejanje: Zakon povzročenega napora; 4. dejanje: Zakon o večni izravnavi.

## Vsebina
V precej zapleteni dramski zgodbi se po raznih preobratih uveljavlja resnica smešne Pavlihove bistroumnosti. Pavlihi so pod oknom razgrajali otroci, pa jim reče, da so na trgu danes jabolka zastonj. Vsi odhitijo proti trgu, še Pavliha sam pri sebi pomisli, da bi mogoče lahko bilo res, in jo še sam ubere za njimi. 
V zgodbi nastopa tudi delavec Martin, ki mu v tovarni znižujejo plačo in ga vržejo celo iz službe, a vendar pravi, da se mu godi vsak dan bolje. Izkaže se, da so ga različni ljudje na skrivaj podpirali z denarjem, vsak zaradi posebnega vzroka in namena.